# NGC 6538
NGC 6538 is een spiraalvormig sterrenstelsel in het sterrenbeeld Draak. Het hemelobject werd op 30 mei 1886 ontdekt door de Amerikaanse astronoom Lewis A. Swift.

## Synoniemen
- UGC 11062
- MCG 12-17-12
- ZWG 340.25
- IRAS 17554+7325
- PGC 61072